# Zystische Medianekrose Erdheim-Gsell
Die Zystische Medianekrose Erdheim-Gsell (Erdheim-Gsell-Syndrom), gelegentlich auch zystische Mediadegeneration Erdheim-Gsell genannt,  ist eine krankhafte Veränderung der großen Schlagadern (Arterien), insbesondere der Aorta. Sie wird synonym auch als Morbus Erdheim-Gsell, mukoid-zystische Medianekrose oder als idiopathische zystische Medianekrose bezeichnet. Die zystische Medianekrose Erdheim-Gsell ist gekennzeichnet durch einen Verlust glatter Muskelfasern und elastischer Fasern in der Arterienwand. Sie ist ein Prädispositionsfaktor für arterielle Dissektionen, also Aufspaltungen arterieller Gefäßwandschichten, mit Bildung eines Aneurysma dissecans. Etwa 8 bis 10 Prozent aller Aortenaneurysmen werden durch die zystische Medianekrose Erdheim-Gsell verursacht. Vorwiegend betroffen sind die Aorta ascendens und der Aortenbogen.

## Ursache und Krankheitsentstehung
Die genaue Ursache der zystischen Medianekrose ist meist nicht bekannt, so dass von einer idiopathischen Genese gesprochen wird. Als seltenere Ursachen gelten angeborene Bindegewebskrankheiten wie das Marfan-Syndrom, endokrinologische Erkrankungen wie die Schilddrüsenunterfunktion (Hypothyreose) und der Hyperkortisolismus sowie ein über längere Zeit bestehender arterieller Bluthochdruck.
Bei der Erkrankung kommt es zur Apoptose, das heißt zum programmierten Zelltod der Muskelzellen in der Arterienwand. Der Begriff Nekrose ist daher nach heutigem Stand nicht korrekt. Eine Nekrose ist nur selten nachweisbar. Neben dem Verlust von Zellen kommt es auch zu einem Verlust elastischer Fasern.
Dadurch und durch die Apoptose entstehen Lücken in der Gefäßwand, die durch eine mukoide Substanz beziehungsweise Mucopolysaccharide aufgefüllt werden, so dass auch die Bezeichnung „zystisch“ im Namen der Erkrankung als inkorrekt gilt. Die Gefäßwand wird durch die aufgefüllten Lücken geschwächt und kann dadurch leichter einreißen. Die Aufspaltung der Gefäßwand im Bereich der Media, einer Gefäßwandschicht, führt zur Bildung eines dissezierenden Aneurysmas (Aneurysma dissecans).

## Medizingeschichte
Die Erkrankung wurde nach den Medizinern Otto Gsell (1902–1990) und Jakob Erdheim (1874–1937) benannt. Gsell führte 1928 den Begriff zystische Medianekrose der Aorta ein. Erdheim nannte 1929 die drei Hauptmerkmale aus histopathologischer Sicht: nichtentzündlicher Verlust der glatten Muskelzellen in der Gefäßwand, Fragmentierung der elastischen Fasern und eine Vermehrung der basophilen Grundsubstanz in diesen Bereichen.